# Carlo Farina
Carlo Farina (Màntua, vers 1600 - Viena, juliol de 1639), fou un violinista i compositor italià, precursor de la música barroca.
El 1625 era músic de cambra de la cort electoral de Saxònia i vers el 1636 desenvolupà les mateixes funcions a Danzig, per més que d'altres biògrafs diuen que per aquesta època Carlo vivia a Itàlia.
Fou dels primers compositors que escriviren música de fantasia per a violí, devent-se-li una col·lecció de cinc llibres de Pavane, Gagliarde, Brandi, Mascherate, Arie francesi, Volte, Balletti, Sonate e Canzoni, a 2 i 4 veus (Dresden, 1626/28).